# Kazlje
Kazlje (in italiano tra le due guerre Casigliano di Sesana,, nel XIX secolo Casle) è un insediamento (naselje) del comune sloveno di Sesana, nella regione statistica del Litorale-Carso.
La località, che si trova a 340 metri s.l.m., a 9 kilometri a nord-ovest del capoluogo comunale ed a 12,4 kilometri dal confine italiano, è situata sul Carso a poca distanza dalla sponda sinistra del torrente Rassa. L'insediamento comprende inoltre anche l'agglomerato di Jeriše. Costituisce inoltre una delle 13 comunità locali in cui si suddivide il comune.
La chiesa locale, costruita nel 1634 è situata all'esterno dell'abitato ed è dedicata a San Lorenzo. Essa appartiene alla parrocchia di Tomadio. Nel 1873 ospitò la scuola del villaggio.

## Storia
Dopo la caduta dell'Impero romano, e la parentesi del Regno ostrogoto, a seguito della Guerra gotica (553) promossa dall'imperatore Giustiniano I il suo territorio entrò a far parte dei domini bizantini.

Dopo la calata, nel 568, attraverso la Valle del Vipacco nell'Italia settentrionale dei Longobardi, seguiti poi da popolazioni slave, rimase sotto dominio bizantino (il confine tra l'Istria bizantina e il Regno longobardo era fissato su una linea poco più a nord che da Sistiana passava per Sella di Bivio).

Dopo una parentesi di dominazione longobarda dal 751 ad opera del loro re Astolfo, l'Istria tornò in mano bizantine dal 774.
Annientati i Longobardi, Carlo Magno, re dei Franchi, nel 788 occupò anche l'Istria bizantina inglobandola nel Regnum Italiae affidato da Carlo al figlio Pipino; nell'803 venne istituita la Marchia Austriae et Italiae che comprendeva il Friuli, la Carinzia, la Carniola e l'Istria. Alla morte di Pipino nell'810, il territorio passò in mano al figlio Bernardo.

Con la morte di Carlo Magno nell'814, la carica imperiale passò a Ludovico I che affidò il Regno d'Italia al suo primogenito Lotario, il quale già nell'828 (dopo aver deposto Baldrico per non aver saputo difendere le frontiere orientali dagli Slavi) divise la parte orientale del Regno, ossia la Marca Orientale (o del Friuli), in quattro contee: Verona, Friuli, Carniola e Istria (comprendente il Carso e parte della Carniola interna). Da allora le contee del Friuli e dell'Istria vennero conglobate nella nuova “marca d'Aquileia”, come parte del Regno d'Italia.
In seguito al Trattato di Verdun, nell'843, il suo territorio entrò a far parte della Lotaringia in mano a Lotario I e più specificatamente dall'846 della Marca del Friuli, in mano al marchese Eberardo a cui succedettero prima il figlio Urnico e poi l'altro figlio Berengario.
Cessato il dominio franco con la deposizione di Carlo il Grosso, Berengario, divenuto re d'Italia, passò il marchesato aquileiese al suo vassallo Vilfredo che venne poi nell'895 da lui nominato marchese del Friuli e dell'Istria.
Nel 952 l'imperatore Ottone I obbligò il re d'Italia Berengario II a rinunciare alle contee “Friuli et Istria”, unendole all'Impero romano-germanico e subordinandole al ducato di Baviera tenuto dal suo fratellastro Enrico I a cui successe il figlio Enrico II. Nel 976 l'Istria passò al Ducato di Carinzia appena costituito dall'imperatore Ottone II.
Nel 1040, dopo la morte l'anno prima di Corrado II, Enrico III di Franconia fece dell'Istria una marca a sé, per dare a questa provincia un'organizzazione più adatta alla difesa e per indebolire i duchi di Carinzia, ai quali l'Istria era sottomessa. La nuova marca istriana divenne così “provincia immediata e feudo diretto dell'Impero”. L'autorità marchionale della nuova Marchia et Comitatus Histriae venne pertanto conferita dall'imperatore al conte Volrico od Urlico I della casa Weimar – Orlamünde.
Morto il marchese Urlico I, nel 1070 l'imperatore Enrico IV cedette il marchesato d'Istria a Marquardo III di Eppenstein; Marquardo III, aveva sposato Edvige o Haldemud, figlia di Wilpurga e Variento, duca del Friuli e signore di Gorizia, dal quale ereditò le signorie isontine.
Nel 1077 l'imperatore Enrico IV costituì il Principato ecclesiastico di Aquileia che ebbe influenza, mediante apposito diploma emesso lo stesso anno, anche sulla marca di Carniola e sulla contea dell'Istria.

I Conti di Gorizia, in quanto advocati del patriarca, acquisirono gradualmente una larga parte dei territori aquileiesi, frazionati in feudi minori fra i loro ministeriali, i veri e propri strumenti di governo comitale sul Carso e la vicina Istria.
Dalla fine del '300 Kazlje fu ininterrottamente possedimento goriziano nella Signoria di Schwarzenegg, come risulta dagli urbari dell'epoca.
Nel 1500 passò alla Casa d’Asburgo; dal 1512 la Contea di Gorizia entrò nel quindi nel Circolo austriaco del Sacro Romano Impero, per poi far parte, dal 1754, della Contea di Gorizia e Gradisca.
Con il trattato di Schönbrunn (1809) entrò a far parte delle Province Illiriche.
Col Congresso di Vienna nel 1815 rientrò in mano austriaca, venendo inquadrato nella Contea di Gorizia e Gradisca, inserita nel Regno d'Illiria e dal 1849 nel Litorale austriaco. In questo periodo Casle (Kazlje o Kazle) costituì inizialmente un comune catastale autonomo, venendo successivamente aggregata al comune di Sesana (Sežana). Negli ultimi decenni del XIX secolo passò al neocostituito comune di Storie (Štorje).
In seguito alla prima guerra mondiale e al Trattato di Rapallo, nel 1920 la località venne annessa al Regno d’Italia. Il paese continuò a far parte del comune di Storie (Storje), che venne dapprima congiunto alla Provincia di Gorizia e nel 1923, dopo lo scioglimento della provincia goriziana, passò alla Provincia di Trieste. Nel 1927 il comune di Storie venne disciolto e il suo territorio venne aggregato a quello di Sesana. In questo periodo il nome del paese venne modificato dapprima in Caslie e poi in Casigliano o Casigliano di Sesana.
Fu soggetto alla Zona d'operazioni del Litorale adriatico (OZAK) tra il settembre 1943 e il maggio 1945 e tra il giugno 1945 e il 1947, trovandosi a ovest della Linea Morgan, fece parte della Zona A della Venezia Giulia sotto il controllo Britannico-Americano del Governo Militare Alleato (AMG), ma al confine con la zona B; passò poi alla Jugoslavia e quindi alla Slovenia.

## Alture principali
- Sv. Mihael, 450 m; Vahta, 399 m